# Episodi di Squadra Speciale Cobra 11 - Sezione 2 (seconda stagione)
La seconda e ultima stagione della serie televisiva Squadra Speciale Cobra 11 - Sezione 2, composta da 6 episodi, è stata trasmessa sul canale tedesco RTL, dal 27 ottobre all'8 dicembre 2005.
In Italia la stagione è stata trasmessa su Rai 2, dal 19 agosto al 2 settembre 2006.
| nº | Titolo originale   | Titolo italiano   | Prima TV Germania | Prima TV Italia  |
| -- | ------------------ | ----------------- | ----------------- | ---------------- |
| 1  | Die Abrechnung     | La resa dei conti | 27 ottobre 2005   | 19 agosto 2006   |
| 2  | Eiskalte Gier      | Truffa d'autore   | 3 novembre 2005   | 19 agosto 2006   |
| 3  | Fahrschule         | Una gabbia dorata | 10 novembre 2005  | 26 agosto 2006   |
| 4  | Zahltag            | Ostaggi           | 17 novembre 2005  | 26 agosto 2006   |
| 5  | Explosive Mischung | Miscela esplosiva | 24 novembre 2005  | 2 settembre 2006 |
| 6  | Zeugenschutz       | Andrea            | 8 dicembre 2005   | 2 settembre 2006 |

## La resa dei conti
- Titolo originale: Die Abrechnung
- Diretto da: Axel Sand
- Scritto da: Ralf Ruland

### Trama
Il rappresentante Niclas Henning ha con la sua auto aziendale un guasto. Un assistente stradale si ferma ed è in grado di riparare il guasto subito. Poco dopo, mentre prosegue il viaggio, l'auto improvvisamente diventa sempre più veloce da sola, e si scontra con un pilastro di ponte, esplodendo. Niclas Henning muore sul colpo. Le indagini rivelano che l'auto di Henning era stata manomessa. Subito dopo succede un nuovo disastro: un TIR esplode e il conducente muore sul colpo. Le indagini della KTU (polizia scientifica) sono chiare: sabotaggio. Una pista porta i poliziotti dal meccanico di soccorso stradale Marc Schneider, la cui moglie è stata assassinata molti mesi fa. Gli assassini, però, non sono stati mai presi. Si tratta di vendetta? Se è così, ogni minuto conta perché due dei presunti responsabili del suo omicidio sono ancora vivi.
- Altri interpreti: Julian Weigend (Marc Schneider), Georg Prokop (Bach), Hinnerk Schönemann (Andy Körner)

## Truffa d'autore
- Titolo originale: Eiskalte Gier
- Diretto da: Axel Sand
- Scritto da: Ingo Regenbogen, Horst Wieschen

### Trama
Susanne von Landitz e Frank Traber sono nei pressi di un portavalori che sta venendo assaltato: trasportava un trittico di opere d'arte di un rinomato artista. I quadri però adesso non passano inosservati, e per individuare i possibili acquirenti verrà assegnato ai due agenti un esperto d'arte. Tra lunghe indagini e colpi di scena però, a Susanne e a Frank non torna qualcosa: tutti i quadri sono stati sottratti agli acquirenti, uccisi, ma la responsabilità non si può ricondurre ai mediatori del furto. In realtà il ladro era proprio l'esperto d'arte: conquistando con il suo fascino la poliziotta si era reso insospettabile. Non appena Frank però scopre la verità, la collega è già in pericolo. Dopo un breve inseguimento verrà comunque garantita la giustizia al critico.
- Altri interpreti: Dieter Bach (Mathieu Gordon), Thomas Morris (Veit), Matthias Oelrich (Lorenz)

## Una gabbia dorata
- Titolo originale: Fahrschule
- Diretto da: Raoul W. Heimrich
- Scritto da: Arzu Özer

### Trama
L'inesperienza alla guida di Anke, che sta affrontando l'esame di guida, causa un incidente in autostrada. Coinvolto nello scontro c'è un detenuto, Klaus, che, approfittando della situazione, sale sulla macchina della donna, la minaccia, e scappa assieme a lei. Il marito di Anke è un pallone gonfiato, che crede che la sua donna sia irrimediabilmente stolta. Frank Traber e Susanne von Landitz avanzano dunque l'ipotesi che la donna, invaghitasi del suo rapitore, si innamori di lui. E non hanno torto: la donna deve aiutare Klaus a recuperare i soldi del furto che l'aveva portato in galera dal suo complice, che già il giorno della rapina pensava di sbarazzarsi del collega. Infatti Anke salva l'uomo da un'esplosione, provocata dall'avaro complice. Poi accompagna il suo nuovo amico a sottrarre i soldi a casa del traditore. Alla fine però, mentre Anke alla guida se la cava più che bene, Klaus, per darsela a gambe, promette alla sua neofidanzata (i due si sono appassionatamente baciati) di farsi sentire, benché ora per non tornare in carcere sia costretto a scappare. Qualcosa nel loro piano però va storto: Gunter, il traditore, creduto morto dopo un aspro litigio con Klaus, minaccia i due. Frank e Susanne però intervengono in tempo: la donna viene lasciata libera in quanto dice che è stata malmenata e minacciata dal malvivente, che intanto è fuggito. Gunter invece finirà dopo un inseguimento in un lago.
- Altri interpreti: Annette Frier (Anke Vincenz), Xaver Hutter (Klaus Ruther), Arved Birnbaum (Günther Weißflug)

## Ostaggi
- Titolo originale: Zahltag
- Diretto da: Raoul W. Heimrich
- Scritto da: Horst Wieschen, Andreas Sölken

### Trama
Un pericoloso criminale riesce a fuggire da una prigione belga e si impossessa di un aereo da turismo. Durante la fuga, il malvivente finisce per schiantarsi vicino all'autostrada.
- Altri interpreti: Michael Rast (Darius Novak), Stephan Karl Bieker (Max Stolz), Nicholas Bodeux (Rudi Roth), Andreas Günther (Marcel Winter)

## Miscela esplosiva
- Titolo originale: Explosive Mischung
- Diretto da: Sigi Rothemund
- Scritto da: Jörg Alberts, Jeanet Pfitzer

### Trama
Susanne von Landitz e il collega devono indagare sulla morte di un gestore di una stazione di servizio, ucciso sotto gli occhi di Frank Traber. Scopriranno, nel corso delle indagini costellate da un omicidio (uno dei complici del capo dei malviventi era stato incastrato ed ucciso per poter garantire l'innocenza di tutti gli altri), un traffico illecito di carburante miscelato male da vendere a minor prezzo. Il gestore ucciso, che comprava questo carburante pericoloso, dopo aver comunicato l'intenzione di uscire dal traffico era stato ricattato e, nell'occasione, anche ucciso. Frank e Susanne fermeranno la vendetta della moglie del morto e cattureranno i delinquenti.
- Altri interpreti: Anja Beatrice Kaul (Ruth Siebert), Harald Posch (Sven Westphal)

## Andrea
- Titolo originale: Zeugenschutz
- Diretto da: Sigi Rothemund
- Scritto da: Dieter Tarnowski

### Trama
Susanne von Landitz e Frank Traber intervengono per salvare Andrea Schäfer, tamponata da un camion. L'autista di questo, uscito di strada, fa anche fuoco verso la segretaria. Il tir però salta in aria prima che altri colpi possano essere esplosi. Così come scopriranno i due nel corso delle indagini, Andrea doveva essere uccisa in quanto era l'unica testimone di un omicidio che avrebbe condannato all'ergastolo un giovane discendente da una famiglia di spacciatori. Infatti è proprio il papà dell'arrestato, Taifur Ükül, che, dopo il fallimento del primo tentativo, commissionerà una killer, Anja, per l'uccisione della testimone. L'assassina tenta di far incastrare la propria vittima sottraendole la macchina e investendo un uomo con questa, complice il fatto che Andrea la sera prima era in stato di ebbrezza dopo una festa. Il piano dei malviventi sembra avere effetto, ma i due agenti lo scopriranno in tempo per evitare la morte della collega. Nel corso dell'episodio un'altra sezione della polizia stava anche per arrestare Andrea, ma grazie alla protezione di Frank e Susanne, essa riesce a non farsi catturare e viene, come già detto, provata la sua innocenza. Erkhan e Anja verranno arrestati mentre Taifur scappa dopo aver tentato di uccidere Andrea, ma morirà in un incidente.
- Altri interpreti: Mark Zak (Taifur Ükül), Susanna Kubelka (Anja Libowitz), Elyas M'Barek (Erhan Ükül)